# Различита схватања игре
Игра је капацитет флексибилности у дејству, нема циљеве којима служи, она свој смисао има у самој себи. Драгоцен је аспект живљења, незаменљивог значаја по добробит и развој како детета тако и одраслих људи и заједница у целини. Простор је демократије, дечје и људско право, али и одговорност деце и одраслих. Важне функције игре за добробит детета односе се на развој капацитета за истраживање и деловање у промењеним условима, изграђивање личног и културног идентитета, развијање комуникације и интеракције са другима и развијање маште и симболичког представљања. Сложена је појава, тешко је дати прецизну дефиницију овог појма, може имати различите облике, развија се и мења током времена. Због своје комплексности игра је проучавана на различите начине и због тога се може рећи да постоје различите теорије игре. Још се увек изучава и око ње постоје многа неслагања, као и истраживања која дају противречне резултате.
Различита схватања игре обухватају романтично, класично схватање игре, схватање игре у психоанализи, у развојној психологији, културно–историјска и поструктуралистичка схватања игре.

## Романтично, класично и у развојној психологији
Присталице романтичног схватања игре, игру дефинишу као забавну и невину и бесциљну активност која служи само за разоноду, поистовећују је са уживањем, лаком и пуком забавом и пријатношћу.
У класичном схватању игре је заступљено веровање да је игра најкориснији контекст за учење деце, за Спенсера је игра вишак енергије, ослобођена функционалности и налази се изнад сфере корисног.
Пијаже, у развојној психологији, третира игру као развојни феномен, саставни део активности и живота деце и пример доминације асимилације у понашању детета, у њој спољашњу стварност трансформише и прилагођава властитим потребама.

## Савремена схватања игре
Под савремених схватањима се подразумева културно–историјско и поструктуралистичко схватање игре. 
У културно–историјском схватању игра представља зону наредног развоја детета, има кључну улогу у развоју јер у њој деца постижу оно што у стварности не могу. Вредности и специфичности у оквиру одређене културе утичу на схватање игре од стране одраслих (од чега зависи да ли ће акценат бити на игри и развоју детета или академским постигнућима), али и на врсте игара и активности деце у игри. Уверења одраслих да је потребно стално ангажовати дете у различитим пословима и задацима, а да је игра кратки предах или забава, умањује могућности детета за машту и стварање. Услед неразумевања потенцијала игре одрасли стварају подвојеност између рада и игре што утиче на њихово смањено укључивање и подршку игри. Деца тако добијају поруку да је њихова слободно избрана игра мање важна од активности у којима посредују или их воде одрасли.
Присталице поструктуралистичког схватања игре наводе да игра обликована окружењем у ком се остварује и као таква није природно дата већ је конструисана. Игра је простор обликован ширим друштвеним проблемима – понекад може бити окрутна и неправедна, може представљати простор за показивање односа моћи, при чему деца могу бити отворено или прикривено искључена због родних, етничких, културних, индивидуалних разлика. У том смислу, игра није увек забавна, нити наивна, нити добровољна већ се у њој истражују и питања патње, смрти, борбе против зла, разумевања добра и зла.